# Von Kempelen a jeho objev
Von Kempelen a jeho objev (v angličtině "Von Kempelen and His Discovery") je krátká povídka / literární mystifikace amerického spisovatele a literárního teoretika Edgara Allana Poea z roku 1849.
Příběh pojednává o splnění dávného snu všech alchymistů, přeměně kovů na zlato. Von Kempelenovi se podaří transmutaci uskutečnit vědeckou metodou a z olova vyrobí ryzí zlato.

## Příběh
Vypravěč příběhu, jenž se setkal s Von Kempelenem osobně, předkládá svůj výklad, aby uvedl několik věcí na správnou míru. Uvádí, že Von Kempelen při svém objevu vycházel či byl inspirován poznámkami z Deníku sira Humphry Davyho. Jeho objev si nárokuje jistý pan Kissam z Brunswicku v Maine (nebo alespoň to tak vypadá z článku vytištěném deníkem Kurýr) a vypravěč jeho verzi zpochybňuje.
Literární svět představuje Von Kempelena jako bratislavského rodáka, což vypravěč důrazně popírá a s jistotou prohlašuje, že se narodil v americkém městě Utica. Připouští, že rodiče pocházeli patrně z Bratislavy.
Von Kempelen odjel do Brém a zde se všelijak protloukal. Padlo na něj podezření ze spoluúčasti na padělatelské aféře, od té doby byl pod dohledem policie. Nasazeným agentům však dokázal v úzkých spletitých uličkách starobylého města vždy uniknout. Až jednou se jim podařilo Von Kempelena vysledovat do jeho podkrovní laboratoře.
Policisté vtrhli dovnitř a zatkli jej. Domnívali se, že právě uprostřed padělatelské činnosti, čemuž by nasvědčovalo i Von Kempelenovo velké rozčilení. V místnosti se povalovaly všelijaké chemické pomůcky a přístroje, ale nic, co by konkrétně dokazovalo falzifikaci. Pod postelí nalezli muži zákona těžký kufr naplněný neznámým těžkým kovem či slitinou. Domnívali se, že jde o mosaz, přičemž šlo o ryzí zlato.
Von Kempelen byl záhy propuštěn a jeho objev přeměny prvků ve zlato měl za důsledek drastický pokles ceny tohoto prvku a naopak velký nárůst ceny olova a malý u stříbra.